# Geonoma brenesii
Geonoma brenesii är en enhjärtbladig växtart som beskrevs av Michael Howard Grayum. Geonoma brenesii ingår i släktet Geonoma och familjen Arecaceae.
Artens utbredningsområde är Costa Rica. Inga underarter finns listade i Catalogue of Life.